# Черхов
Черхов (слч. Čerhov) насељено је мјесто са административним статусом сеоске општине (слч. obec) у округу Требишов, у Кошичком крају, Словачка Република.

## Становништво
| Година:    | 1994. | 2004.    | 2014.   | 2024.   |
| ---------- | ----- | -------- | ------- | ------- |
| Број људи: | 671   | 819      | 765     | 754     |
| Разлика:   |       | +22,05 % | -6,59 % | -1,43 % |

| Година:    | 2023. | 2024. |
| ---------- | ----- | ----- |
| Број људи: | 754   | 754   |
| Разлика:   |       | +0 %  |

Према подацима о броју становника из 2011. године насеље је имало 811 становника.